# Egyetemes postatörténet

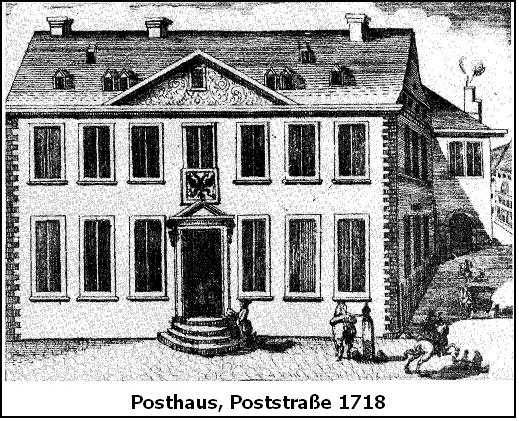
Postahivatal (1718)

A posta levelek, nyomtatványok, egyes államokban ezenkívül kisebb árucsomagok és pénzes küldemények, sőt utasok szállítására. A posta szó az állomáshelyet jelentő latin posta, posita szóból ered, ahonnan az ókorban és a középkorban a híreket vivő futárokat avagy lovast, kocsit elindították, felváltották.

## A posta keletkezése és fejlődése

### Ókor
A posta nyomaival már a Bibliában találkozunk, de még ennél is korábban részint mondákból, részint történeti adatokból tudjuk, hogy Egyiptomban, Indiában és Kínában az uralkodóktól eredő hírek közvetítésére futárok voltak alkalmazva. A görög hemerodromok által nevezetesek. De nevezetesebb szerepet játszott a posta már a perzsa és a Római Birodalomban. A perzsa posták központi igazgatása élén a király után következő méltóságok állottak, kik közül többen maguk is királyokká lettek. Három-négy mérföldnyire az utak mellett futárállomások voltak, rendszeres szolgálattal s oly berendezéssel, hogy egy körülbelül 350 mérföldnyi utat a perzsa posta öt nap alatt tett meg, tehát naponként 70 mérföldet, 100 km-t tettek meg lóháton, oly eredménnyel, melyet csak a tökéletes és jól működő szervezet és a gyakori lóváltások képesek megmagyarázni. Ez a posta is azonban kizárólag csak állami igazgatási célnak szolgált.
A római birodalomban már kifejlett postaszervezetet találunk, melynél azonban szintén az uralmi szempontok játszottak fő szerepet, s bár később a posta némileg a kulturális s főként a kereskedelmi érdekek szolgálatába is bevonatott, a hadászati és hatalmi szükségletek kielégítése maradt mindig elsőrendű feladata. Fejlődése magaslatán is csak kiváltságos egyesek, vagy osztályok nyertek engedélyt a posta használatára. Jellemző, hogy a császári korszakban élén a testőrség főparancsnoka állott s katonai szervezete volt. A nevezetesebb állami utak mentén milyenek pedig a központból a birodalom minden részében szétágaztak, egy-egy napi távolságra postaállomások (stationes) tartattak fenn, ahol az utasok megszállhattak. Ez állomások között 1-2 mérföldnyire lóváltóhelyek (mutationes) voltak felváltva. A posta fenntartásának terhe a községekre, a népre nehezedett, azok viselték tehát a terheit, kik előnyeiben nem részesültek. A római postát, úgy mint a római birodalmat, a népvándorlás viharai seperték el.

### Középkor

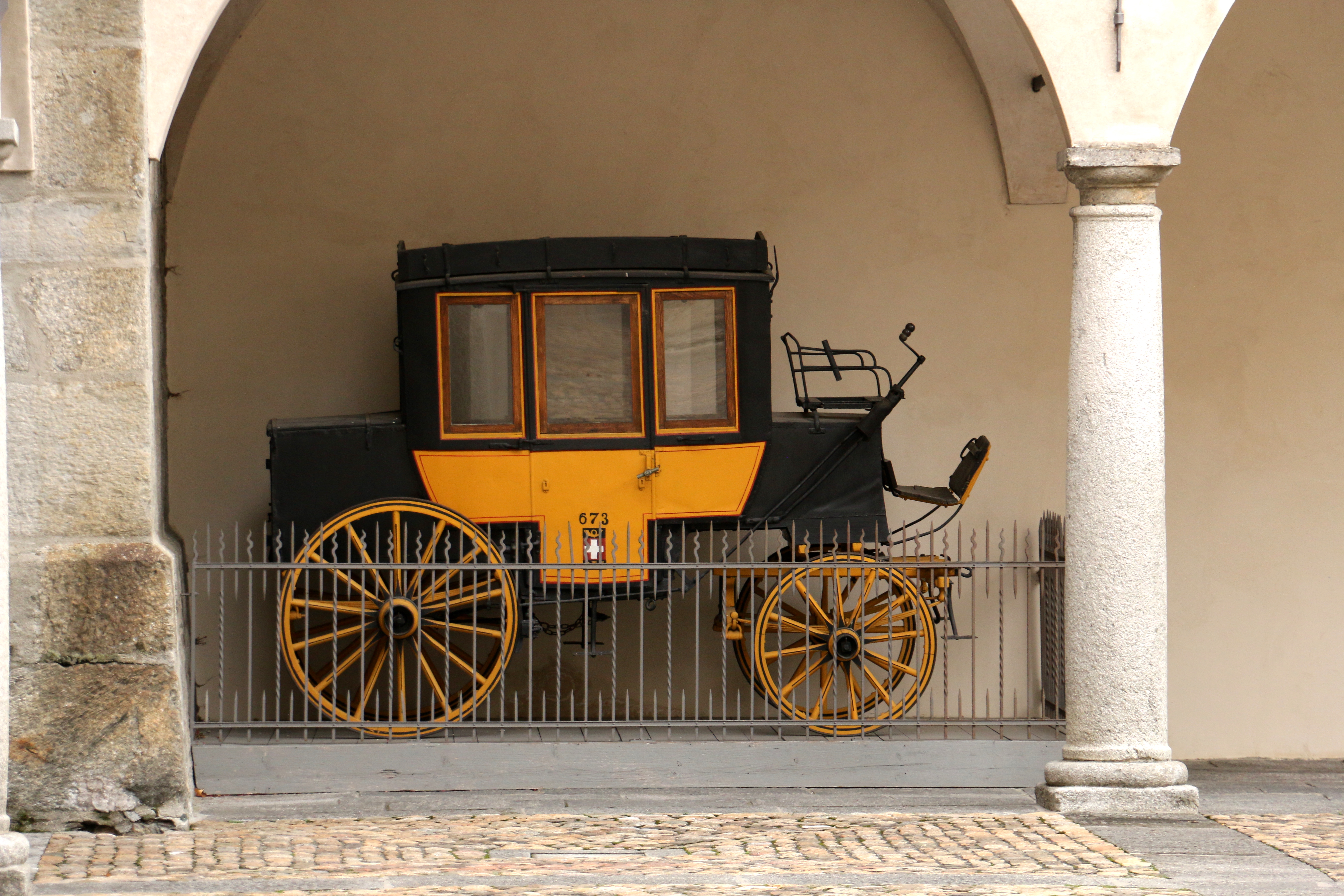
Postakocsi

Itáliában a római posta megszűnte után alig akadunk ez intézmény nyomára. Galliában a Merovingek alatt, ha nem is rendszeres posta, de legalább az udvar számára köteles előfogatás és ellátás létezett. Nagy Károly létesített ugyan némi postaszervezetet, hogy óriás birodalmának egyes részei közt összeköttetés legyen, de ez a posta a verduni szerződés által keletkezett új államalakulatokban már nem ment át, végleg elenyészett. Egyedül a mohammedán khalifa-birodalomban működött állandóbb szervezet, melyet kisebb terjedelemben magánosok is használhattak. Ily körülmények közt, állami posta hiányában a középkor a magánposták keletkezésének és kifejlődésének ideje. Püspökségek, kolostorok, városok s más testületek rendes küldöncöket tartottak, kik a testületen kívül állóknak is teljesítettek szolgálatot. A magánposták közül legnagyobb hírnévre vergődött a párizsi egyetem postája, mely eleinte csak a tanuló ifjúság szolgálatára rendszeres összeköttetést tartott fenn Párizs és a vidéki városok között. Ez posta csakhamar közhasználatúvá vált, a francia királyok 1296-ban és 1315-ben privilégiumokat adtak neki, az idegen uralkodók védelmükbe fogadták. Fő jellemvonása volt, hogy a szállítási díjak jövedelméből képes volt összes kiadásait fedezni. Virágzott a XV. század második feléig, midőn XI. Lajos állami postát létesített, végleg azonban csak XV. Lajos törölte el 1719-ben. Németország a maga apró államaival sokkal tovább nélkülözte az állami postát, mint Franciaország; itt hosszú időn át kereskedők, vándorló legények, zarándokok, utazó barátok közvetítették a levelezést, majd pedig a nagyobb városok hivatalos levélvivőket tartottak. Ezen városi posták által már a XIII. században összeköttetés állott fenn Észak-Itália és Dél-Németország kereskedelmi empóriumai között. A gócpontok Nürnberg, Köln és Hamburg voltak. A bécsi városházán a XIV. században külön helyisége volt a küldöncöknek, a XV. században pedig a bécsi városi tanács levelezéseit már felesketett levélvivők vitték szét. A német kereskedő városok a XV. század végén már áruszállító járatok létesültek, amelyeket levélközvetítésre és személyszállításra is használtak. Rendszerint hetenként egyszer indultak Nürnbergből, mint középpontból. Az állami postaintézményhez az átmenetet Németországban a mészáros-posták alkották, melyek úgy keletkeztek, hogy a vásárlás végett utazó mészárosokat levelezés közvetítésére használták fel. Később ebből rendszeresen postai közlekedés fejlődött. A városokban a mészárosok kürtszóval hirdették érkezésüket, indulásukat; itt-ott hivatalos felügyelet, sőt vezetés alatt is állottak, állomásaik voltak, meg volt szabva menetrendjük és taksájuk. Egyes helyeken a személyszállítást is közvetítették. Néhol még a XVII. században is fennállottak. Az első rendszeres postaintézmény német területen, Kelet-Poroszországban, a német lovagrend postája volt a XIV. század végén. Élén állott a marienburgi főlovászmester, állomásai voltak a rendházak. Tisztán hivatalos posta volt, melyet a közönség igénybe nem vehetett.

### Újkor

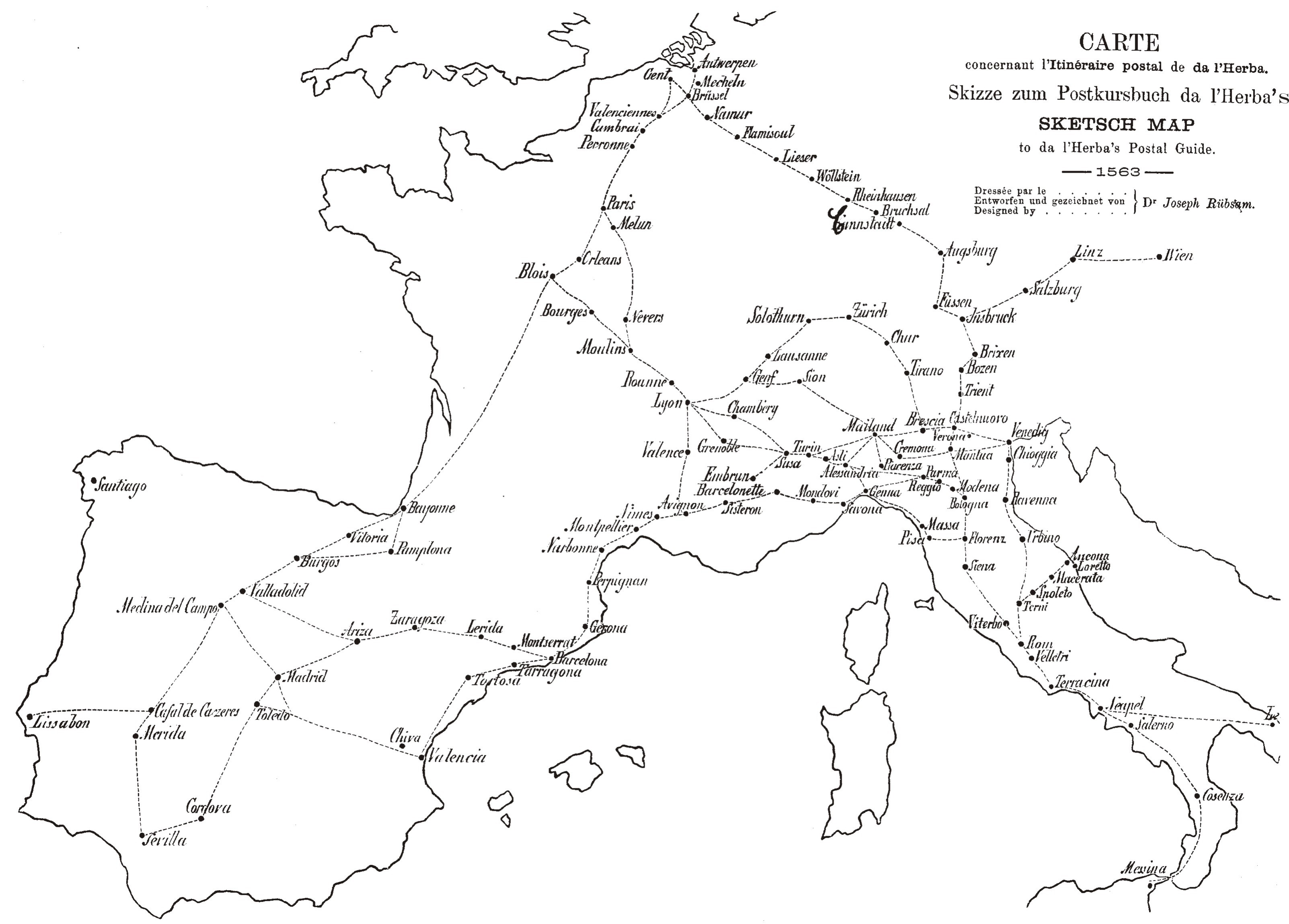
Postautak rendszere Európában az újkor hajnalán, 1563 körül

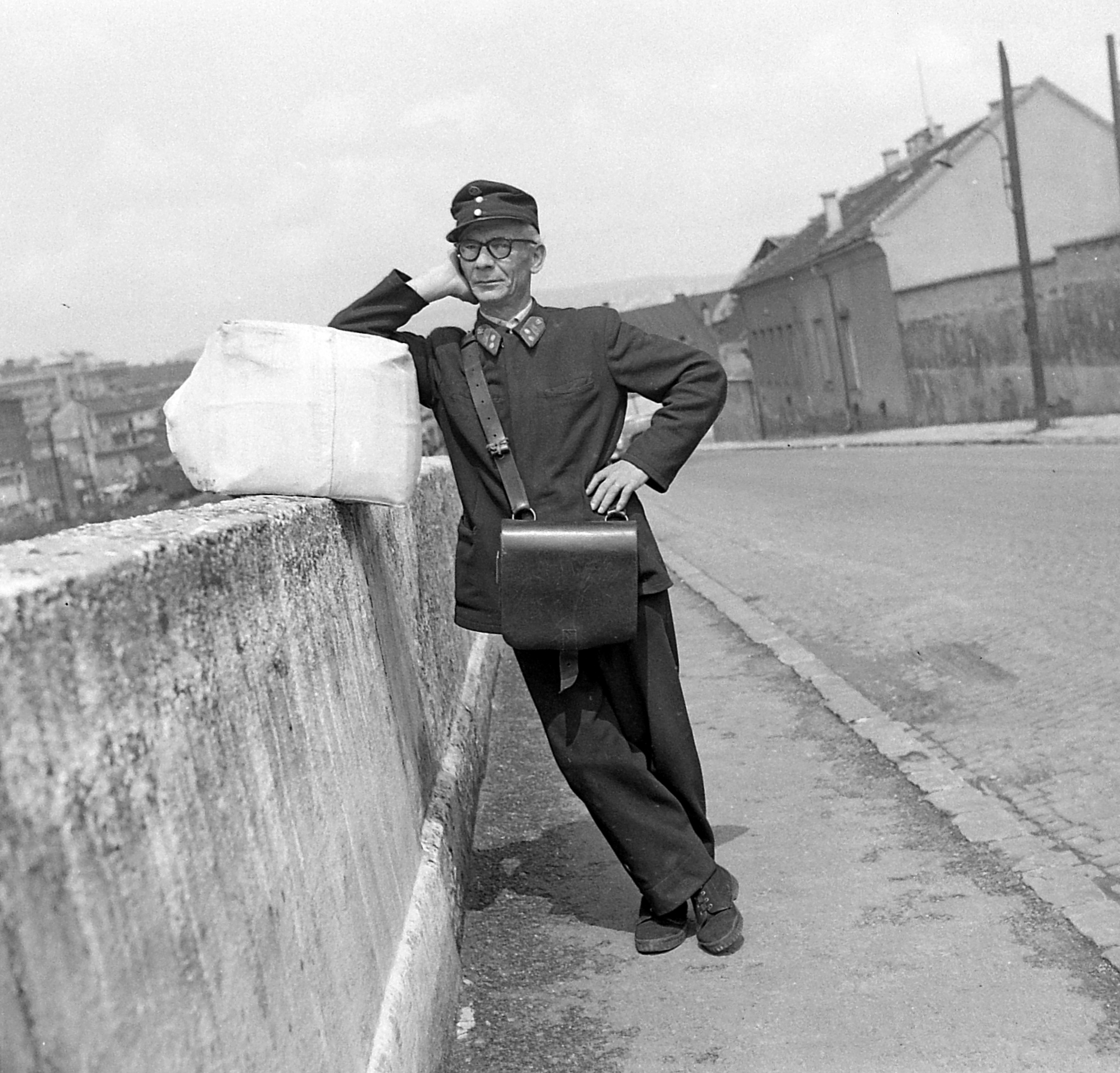
A postai küldemény kézbesítője a postás (1953)

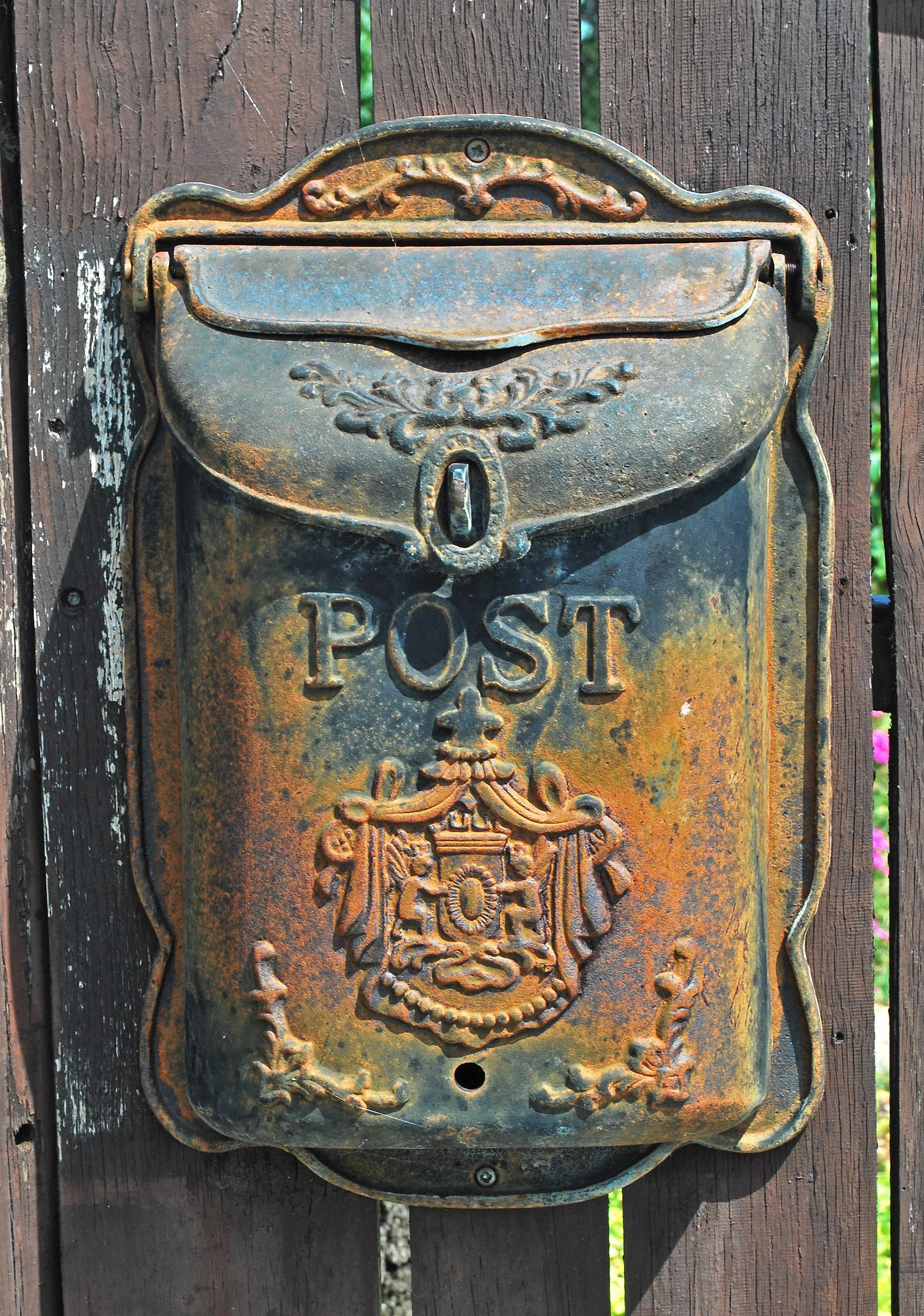
Régi levélszekrény (Paloznak)

Az állami posták keletkezésének ideje. Amerika felfedezése, Afrika körülhajózása, a nagy tengeri utak megnyitása, a tudományok felújítása (reneszánsz), a reformáció, végül Európa keleti felén a hódító Oszmán Birodalom fellépése és az azt követő világtörténelmi események nyomán anyagi és szellemi téren megindult mozgalom, amely a 16. és 17. század eszmeáramlatának és politikai életének irányt szabott, az európai államokban lendületet adott a posta intézmény szervezésének is. A 16. században a Habsburg-ház érezte elsősorban szükségét a postának, miután birtoka Magyarországtól Ausztrián, a német császárságon keresztül egyrészt Németalföldre, másrészt Spanyolországra s Felső-Olaszországra is kiterjedt. E roppant birodalomnak szüksége volt a közvetlen és gyors összeköttetésre, rendszeres postaközlekedésre. Első kísérlet e téren III. Frigyes alatt történt, midőn Olaszországi hadjárata alkalmával (1451) Taxis Roger rendszeres futárintézményt szervezett Tirolon és Stájerországon keresztül a harctérre. Taxis Ferenc később I. Miksa császárnak azt az ajánlatot tette, hogy Bécsből a német birodalmon keresztül Németalföldre saját költségén postajáratot szervez és tart fenn, ha a császár annak jövedelmét neki és utódainak biztosítja. Az engedélyt megnyervén, 1516-ban szervezte Bécstől Brüsszelig, majd Tirolon át Milano, Mantova, Velence és Rómáig. Rendes lóváltóállomások voltak felválltva s ezen 300 mérföldet átfutó postának a francia királyi postákkal is volt csatlakozása. V. Károly tovább fejlesztette a postákat, melyeknek élén nemzedékről nemzedékre a Taxisok állottak. Taxis Leonardot V. Károly 1543-ban teljhatalommal a posták főnökévé nevezte ki, felruházván őt minden azzal jár előjoggal és szabadalommal. II. Rudolf 1595-ben Taxis Ferenc Leonardot bárói rangra emelte és birodalmi főpostamester címmel ruházta fel. Mátyás 1615-ben Taxis Lamoralt birodalmi főpostamesterré nevezte ki azzal, hogy ezen hivatalt mint újonnan létesített regálejogot örökös hűbérbe kapja. A Taxis-posta a császár által támogatva, lassanként közhasználatú intézménnyé fejlődött, mely magához vonta az általa átszelt terület egész levélforgalmát. Ezzel azonban harcra szolgáltatott okot az egyes birodalmi országok fejedelmei közt, akik területükön a postaszervezésnek jogát maguknak vindikálták. Legelőkelőbb Brandenburg. Poroszországnak sikerült 1651-ben saját postát állítani, utóbb Szászország, Braunschweig-Lüneburg, Mecklenburg s a birodalmi városok közül Köln, Nürnberg, Frankfurt tartottak fenn külön postát. Egyebütt azonban továbbra is a Taxis-féle posta működött, melyet Poroszország csak 1864-ben, a Taxis-házzal kötött szerződésével szüntetett meg végleg. Ausztriában 1615-ig a Taxis-féle posta működött, ekkor külön postát létesítettek, melynek vezetése 1627 óta hűbéri joggal a Paar grófokat illette. 1720-ban VI. Károly visszaállította a Paar-család jogát és állami kezelésbe vette a postát.
Franciaországban XI. Lajos 1464-ben szervezett állami postát, az országutak mentén 4-4 mérföldnyire postai állomásokat állítván fel. Ez a posta eleinte kizárólag az állami közigazgatást szolgálta, csak 1480-tól kezdve kaptak magánfelek is engedélyt annak díjfizetés melletti használatára. III. Henrik alakította át a postát modern értelemben: 1576-ban az egész országra érvénnyel megállapította a díjakat és a menetrendet. IV. Henrik 1597-ben személyszállítást szabályozta. Még XIII. és XVIII. Lajos nevezetesek a posta fejlődése érdekében tett intézkedésükről. Angliában VIII. Henrik szervezte a postát, mely 1635-ig csak az államnak szolgált. I. Károly tette hozzáférhetővé a nagy közönségnek, egyúttal megszüntetvén a magán postákat. 1839-ben Rowland Hill az angol parlamentben azzal a javaslattal lépett fel, hogy a rendkívül magas és a távolság szerint megállapított postai levéldíj akképpen mérsékeltessék, hogy Anglián belül levelenként, tekintet nélkül a távolságra, 1/2 unciánként (141/2 gramm) 1 penny fizettessék. Az új tarifa 1840-ben életbe is lépett s ugyanakkor hozták be a levéljegyeket. Rendkívül fellendítették a levélforgalmat ezek a reformok, amelyek rövid időn belül a kontinens államaiban is befogadásra találtak, lehetővé tévén a posta általános használatát. Spanyolországban már a 13. század végén léteztek magán posták correos néven. A tulajdonképpeni postákat a Habsburg-ház uralma alatt a Taxisok létesítették és állami kezelésbe a posta 1716-ban került Olaszországban a szomszéd államok postavonalai nyúltak be. A német, osztrák, francia posták közvetlen összeköttetésben álltak Velencével, Milanóval, Firenzével és Rómával. Nápoly a 16. századtól a 18. századig Spanyolország postaterületéhez tartozott, mivel annak uralma alatt állott. Oroszországban végül az első rendes postákat Feodorovics Mihály rendezte be 1630-ban.